# 737 Arequipa
737 Arequipa
737 Arequipa là một tiểu hành tinh ở vành đai chính. Nó được Joel Hastings Metcalf phát hiện ngày 7.12.1912 ở Winchester, Massachusetts (Hoa Kỳ), và được đặt theo tên Arequipa (Peru), nơi đại học Harvard có một trạm quan sát thiên văn